# Josef Pavlík (lékař)
Josef Pavlík (21. září 1863 Křižánky – 14. prosince 1926 Tábor) byl český lékař, zdravotní konsulent ČSD, známý táborský měšťan, spolkový činitel, historik a mecenáš. Byl výrazným křísitelem husitské historie Táborska, iniciátorem pomníků Jana Žižky a Jana Husa v Táboře a spoluzakladatelem táborského Husitského muzea.

## Život

### Mládí a lékařská praxe
Narodil se v Českých Křižánkách, české části obce Křižánky na historické hranici Čech a Moravy, nedaleko Poličky. Po vychození obecné školy vystudoval gymnázium v Litomyšli a následně medicínu na lékařské fakultě Karlo-Ferdinandově univerzitě tamtéž. Po absolutoriu se usadil v Táboře jako městský lékař. Od roku 1888 působil jako sekundář nově založené městské polikliniky, v pozdějších letech pak vedl ve městě svou soukromou praxi a stal se vyhledávaným lékařem. Roku 1907 byl prvním, kdo si v jižních Čechách pořídil rentgen.

### Husitská historie
Čile se zapojoval též do společenského života v Táboře, byl členem řady spolků a vlasteneckých organizací. Jakožto nadšený propagátor historie různými způsoby oživoval upomínky husitského hnutí, které stálo za založením města. Roku 1906 inicioval výstavu o mistru Janu Husovi, první svého druhu v českých zemích, pořádal dne 6. července každoroční poutě na od města nedaleký Kozí hrádek, někdejší Husovo působiště, či vydával populární spisy o Kozím Hrádku a Táboře. Byl zakladatelem spolku pro postavení Husova pomníku v Táboře, k jehož realizaci však za jeho života nedošlo, mj. protože Husova osobnost byla katolické rakouské státní moci nepohodlná, a i zřízení pomníku v této době představovalo politicky problematickou záležitost.
Po vzniku Československa pak dosáhl završení své mnohaleté práce, když roku 1920 došlo ke zřízení Husových síní v táborském městském museu. Tato expozice posléze vytvořila základ pro vznik Husitského muzea v Táboře.

### Úmrtí
Josef Pavlík zemřel v Táboře 14. prosince 1926 ve věku 63 let. Jeho ostatky byly zpopelněny a urna uložena v Husově síni v Táboře.

### Rodinný život
S manželkou Marií, rozenou Honzákovou, dcerou Jana Honzáka, městského lékaře v Kopidlně, měli celkem čtyři děti. Byli rodiči Milady Petříkové-Pavlíkové (1890–1985), první české inženýrky architektky, manželky architekta Theodora Petříka, a Libuše Paserové-Pavlíkové (1900–1984). známé operní pěvkyně posléze žijící v Itálii. Jeho švagrovými byli Anna Honzáková, první žena-lékařka vystudovaná v Čechách, či Albína Honzáková, učitelka a spisovatelka.